# Mesero
Mesero – miejscowość i gmina we Włoszech, w regionie Lombardia, w prowincji Mediolan.
Według danych na rok 2004 gminę zamieszkiwało 3489 osób, 697,8 os./km².